# Jesenec (rod)
Jesenec (Celastrus), česky též zimokeř, je rod rostlin z čeledi jesencovité (Celastraceae). Jsou to šplhavé nebo ovíjivé keře s jednoduchými střídavými listy a nenápadnými pětičetnými květy. Plodem je kožovitá tobolka. Rod zahrnuje asi 37 druhů a je zastoupen v Severní i Jižní Americe, Asii, Austrálii a na Madagaskaru. Jesence jsou pěstovány jako okrasné liány, nápadné zejména na podzim a v zimě.

## Popis
Jesence jsou opadavé nebo stálezelené, šplhavé nebo ovíjivé, jednodomé nebo dvoudomé keře. Listy jsou jednoduché, střídavé, na okraji pilovité až téměř celokrajné, řapíkaté, s drobnými, čárkovitými, opadavými palisty a zpeřenou žilnatinou.
Květy jsou jednopohlavné nebo oboupohlavné, pětičetné, zelenavé nebo žlutavé, uspořádané v úžlabních nebo vrcholových vrcholících či thyrsoidech, případně jednotlivé. V květech je blanitý nebo dužnatý intrastaminální nektáriový disk. Tyčinek je pět a jsou volné. Semeník obsahuje 3 komůrky, v nichž je po 1 až 2 vajíčkách. Plodem je kožovitá, kulovitá tobolka pukající 3 chlopněmi. Obsahuje 1 až 6 eliptických semen obalených oranžovým až červeným míškem.

## Rozšíření
Rod zahrnuje asi 38 druhů. Je rozšířen od tropů po oblasti mírného pásu v Americe, Asii, Austrálii a na Madagaskaru. Areál v Americe sahá od východní Kanady přes USA, Mexiko a Střední Ameriku po Bolívii a jihovýchodní Brazílii. Neroste na Karibských ostrovech ani v Amazonii. V Asii se vyskytuje v oblasti od Himálaje přes Čínu po Ruský Dálný východ a Japonsko a přes Indočínu a jihovýchodní Asii po Novou Guineu a Tichomoří.

## Zástupci
- jesenec důtkovitý (Celastrus flagellaris)
- jesenec okrouhlolistý (Celastrus orbiculatus)
- jesenec popínavý (Celastrus scandens)
- jesenec Rosthornův (Celastrus rosthornianus)[4]

## Význam
Jesence se pěstují jako okrasné liány, dekorativní zejména na podzim a v zimě množstvím plodů. Lze se s nimi setkat zejména ve sbírkách botanických zahrad a arboret. V České republice je nejčastěji pěstován jesenec okrouhlolistý a jesenec popínavý. Výjimečně jsou pěstovány i jiné druhy (jesenec Rosthornův, jesenec důtkovitý).